# フォロー・ミー・イントゥ・マッドネス
『フォロー・ミー・イントゥ・マッドネス』（Follow Me into Madness）は、タロットのアルバム第2作目。1988年発表。この後バンドは活動を休止し、マコ・H.が脱退する。
1994年にブルーライト・レコードとゼロ・コーポレーションからコンパクトディスクで再発売された。

## 収録曲
1. ディセンダンツ・オブ・パワー Descendants Of Power
2. ローズ・オン・ザ・グレイブ Rose On The Grave
3. レディー・デシーバー Lady Deceiver
4. フォロー・ミー・イントゥ・マッドネス Follow Me Into Madness
5. ブラッド・ランズ Blood Runs Cold / Happy End
6. ノー・リターン No Return
7. アイ・ドント・ケア・エニモア I Don't Care Anymore
8. ブリシング・ファイヤー Breathing Fire
9. アイ・スピット・ベナム I Spit Venom
10. シャドウ・イン・マイ・ハート Shadow In My Heart

## 参加ミュージシャン
- Marco Hietala - ベース、ボーカル
- Zachary Hietala - ギター
- Mako H. - ギター
- Pecu Cinnari - ドラムス
- Kassu Halonen - バッキング・ボーカル、キーボード（ゲスト参加）